# Conus tostesi
Conus tostesi é uma espécie de gastrópode do gênero Conus, pertencente à família Conidae.